# Вереникина, Валентина Григорьевна
Валентина Григорьевна Вереникина (6 апреля 1939, Сталино — 8 февраля 2020) — советский хозяйственный, государственный и политический деятель, Герой Социалистического Труда.

## Биография
Родилась в 1939 году в городе Сталино.
В 1957—1989 годах — полевод, после окончания техникума учётчик, бригадир тракторной бригады совхоза «Богатырь» Великоновосёлковского района Донецкой области.
Указом Президиума Верховного Совета Союза ССР, от 8 декабря 1973 года, присвоено звание Героя Социалистического Труда с вручением ордена Ленина и золотой медали «Серп и Молот».
Избиралась депутатом Верховного Совета СССР 8-го, 9-го, 10-го созывов.